# ラウラ・マンチネッリ
ラウラ・マンチネッリ（Laura Mancinelli, OMRI、1933年12月18日 - 2016年7月7日）は、イタリア・ウーディネ出身の著作家・ドイツ研究者・中世研究者。
大学講師、翻訳者、中世史のエッセイスト、歴史小説の著者でもある。

## 生涯
1933年にフリウリ＝ヴェネツィア・ジュリア州ウーディネに生まれ、4年間をトレンティーノ＝アルト・アディジェ州のロヴェレートで過ごし、1937年に一家でピエモンテ州トリノに移った。
トリノ大学ではドイツ文学（主に現代文学）を専攻し、1956年に学位を取得した。
彼女の博士号取得後、彼女は中世のドイツ文化への情熱を諦めることなく教えた。 1969年に彼女はエッセイ『ニーベルングの歌』『問題と価値』。
1970年、サッサリ大学でドイツ語学を学び、ドイツ人ラディスラオ・ミットナーによってヴェネツィアを呼び、1976年にヴェネツィア大学大学でドイツ語の歴史学の椅子を得た。
あなたの同僚と友人のアドバイスで、クラウディオ・マグリスは、1972年に編集し、元の巻からイタリア語に翻訳し、ニーベルンゲンの歌、1978年にはトリスタン（原題、独: Tristan (Gottfried von Straßburg)）、1989年にはグレゴリオス（原題、独: Gregorius oder Der gute Sünder）、哀れなハインリヒが続いた。
大学椅子ゲルマン文献学のホルダーとして、トリノに帰国後 1981年にローラ マンチネルリ彼女のデビュー小説では、発行、12 シャラン アボッツ、著者のいた歴史小説の同じ年の勝者1968年書き込みを開始した。後来たイリノイゴーストモーツァルトの1986年と1989年に聖 Odilia の奇跡。
1990年代初頭、多発性硬化症の影響で、ローラ・マンシネッリはドイツ語の言語学の講座を辞めた。
1994年からは、入院や長いリハビリにもかかわらず、執筆活動に専念し、10年間で15冊以上の作品を発表した。
2009年には小説『Gli occhiali di Cavour』を出版し、2011年には『Due storie d'amore』を出版した。
マンシネッリは2016年7月7日、病気のためトリノで亡くなった。告別式は2016年7月11日にトリノの記念碑的な墓地で行われ、葬儀は作家が小説の一つの舞台としていたスーザ渓谷のエグジーユで行われた。

## 主要作品

### 小説
- I dodici abati di Challant (1981; English translation: The Twelve Abbots of Challant, 2003)
- 1986年 Il fantasma di Mozart
- Il miracolo di santa Odilia (1989; English translation: The Miracle of Saint Odilia, 2003)
- 1993年 Gli occhi dell'imperatore
- 1996年 I tre cavalieri del Graal
- 1999年 Il principe scalzo
- 2002年 Andante con tenerezza